# Роговая (Коми)
Роговая (коми Рöгöвöй) — деревня в городском округе Инта Республики Коми России.

## Этимология
Происхождение название связано с гидронимом Малая Роговая (Лёк Рöговöй).

## История
Основана в 1860 году поселенцами из Ижмы, Мохчи, Варыша, а также оленеводами из Колвы. Первоначально называлось Лек-Роговая.
По состоянию на 1920 год, в заимке имелось 11 дворов и проживало 58 человек (25 мужчин и 33 женщины). В административном отношении входила в состав Георгиевского общества Верхнеусинской волости Ижмо-Печорского уезда.

## География
Деревня находится в северо-восточной части Республики Коми, на правом берегу реки Малая Роговая (приток Усы), на расстоянии примерно 55 километров (по прямой) к северо-востоку от города Инты, административного центра района. Абсолютная высота — 47 метров над уровнем моря.
Климат
Климат характеризуется как умеренно континентальный, с продолжительной морозной многоснежной зимой и коротким холодным летом. Средняя температура воздуха самого тёплого месяца (июля) составляет 14,6 °C; самого холодного (января) — −20,3 °C. Среднегодовое количество атмосферных осадков составляет 547 мм.
Часовой пояс
Роговая, как и вся Республика Коми, находится в часовой зоне МСК (московское время). Смещение применяемого времени относительно UTC составляет +3:00.

## Население
| 2010 |
| ---- |
| 69   |

Гендерный состав
По данным Всероссийской переписи населения 2010 года в гендерной структуре населения мужчины составляли 58 %, женщины — соответственно 42 %.
Национальный состав
Согласно результатам переписи 2002 года, в национальной структуре населения коми составляли 98 % из 83 чел.